# گایل ویلسون
گایل ویلسون (انگلیسی: Gayle Wilson) یک سیاست‌مدار آمریکایی و بانوی اول سابق ایالت کالیفرنیا بوده‌است. گایل ویلسون در سال ۱۹۴۲ در فینیکس، آریزونا چشم به جهان گشود. وی در دانشگاه استنفورد تحصیل کرده‌است.